# Megapsyrassa xestioides
Megapsyrassa xestioides là một loài bọ cánh cứng trong họ Cerambycidae.